# Synagoga Gemiluth Chessed w Port Gibson
Synagoga Gemiluth Chessed w Port Gibson – jest to synagoga reformowana wybudowana w stylu mauretańskim położona w Port Gibson w stanie Missisipi.
Synagoga została wybudowana w 1891 roku przez lokalną wspólnotę żydowską założoną przez niemieckich Żydów pochodzących z rejonu Alzacji oraz Lotaryngii. 
Obecnie synagoga nie jest aktywna i nie odbywają się w niej nabożeństwa. Powodem zaistniałej sytuacji był podział w lokalnej społeczności żydowskiej, zmniejszenie się populacji żydowskiej w okolicach Port Gibson, a także przejście lokalnych Żydów do innych wspólnot żydowskich oddalonych znacznie dalej od miasta.
Mimo że synagoga jest obecnie zamknięta, stanowi jedną z głównych atrakcji miasta. Budynek synagogi wybudowany w stylu mauretańskim obecnie jest w dobrym stanie technicznym. Mimo to widoczny jest wpływ nieużytkowania synagogi na stan budynku, przez co synagoga nie posiada części oryginalnie zdobionych okien oraz innych elementów dekoracyjnych, które uległy pozastępowanemu zniszczeniu.